# Potočani (Bugojno, BiH)
Potočani su naseljeno mjesto u općini Bugojno, Federacija Bosne i Hercegovine, BiH.

## Povijest
Potočani su bili srpsko selo s malobrojnim stanovništvom. Izbijanjem velikosrpske agresije, Srbi su bili lojalni lokalnim hrvatskim i muslimanskim vlastima. 14. kolovoza 1992. Muslimani (šestorica su iz sela Glavica) su upali u selo razorili ga, stočni fond otjerali iz sela, opljačkali svu pokretnu imovinu, odnijevši poljoprivredne strojeve, tehniku, pokućstvo, posteljinu. Zatečene srpske civile su mučili i masakrirali noževima i sjekirama. Pet dana prije ubili su Srbina u šumi.

## Stanovništvo

### 1991.
Nacionalni sastav stanovništva 1991. godine, bio je sljedeći:
ukupno: 44
- Srbi - 44 (100%)

### 2013.
Na popisu stanovništva 2013. godine bilo je bez stanovnika.